# 13094 Shinshuueda
13094 Shinshuueda è un asteroide della fascia principale. Scoperto nel 1992, presenta un'orbita caratterizzata da un semiasse maggiore pari a 2,3014275 au e da un'eccentricità di 0,1632689, inclinata di 3,85374° rispetto all'eclittica.
L'asteroide è dedicato alla città di Ueda nella prefettura di Nagano in Giappone.